# Авшалумов, Юно Захарьевич
Юно Захарьевич Авшалумов (22 сентября 1934, Дербент — 2 декабря 1981, Махачкала) — советский композитор, дирижёр и педагог горско-еврейского происхождения. За заслуги в советской культуре удостоен званий «Заслуженный деятель культуры Дагестанской АССР» (1967) и «Заслуженный работник культуры РСФСР» (1981).

## Биография
Юно Авшалумов родился в Дербенте,  Дагестанской АССР, в семье Захарьё Авшалумова, директора горско-еврейского театра.
Когда началась Великая Отечественная война, Юно Авшалумову было семь лет. Его дом затих и опустел, так как его отец ушел на фронт. Жизнь стала очень трудной. В Дербенте, как и во всей стране, царил голод.
Захарьё Авшалумов, отец  Юно Авшалумова погиб на войне.
Несмотря на тяготы войны и голода, Юно Авшалумов мечтал научиться играть на музыкальном инструменте. В 1943 году мать отдала его учиться к талантливому кларнетисту Мухоилу, который научил его игре на таре.
В 1952 году он поступил в Махачкалинское музыкальное училище по специальностям «хоровое пение и дирижирование». На третьем курсе Юно Авшалумов был призван в ряды Советской Армии, где служил в музыкальном взводе и руководил самодеятельным хором.
В 1958 году за участие в концерте, посвященном 30-летию Вооруженных Сил СССР, он был награжден Почетной грамотой Президиума Верховного Совета РСФСР.
После окончания военной службы Юно Авшалумов возобновил учебу и в 1959 году с отличием окончил музыкальное училище. В том же году он поступил в Бакинскую музыкальную академию имени Узеира Гаджибекова, где впервые начал профессионально сочинять музыку. В 1964 году Юно Авшалумов с отличием окончил академию.
Вернувшись в Дербент после окончания учёбы, Юно Авшалумов становится руководителем музыкальной школы, где формирует и лично руководит детским хором.
В 1967 году Юно Захарьёевичу присваивают звание Заслуженного работника культуры ДАССР.
В 1970 году по приглашению Министерства культуры Дагестана, Юно Авшалумов переехал в Махачкалу и начал преподавать в Махачкалинском музыкальном училище имени Готфрида Гасанова.
В 1974 году Юно Авшалумов был назначен дирижером хора Гостелерадио Дагестана. Он писал музыку для ансамбля на стихи дагестанских поэтов.
Им был написан романс на стихотворение Хизгила Авшалумова «Косы твои» (гор.-евр. «Бендгьой муйтуь»), и в тот же период радиослушатели и телезрители услышали его песни «У родника» (гор.-евр. «Э ён билогъ») и «Колыбельная» (гор.-евр. «Ненуй-ненем»).
Авшалумов также положил на музыку стихотворение Зои Семендуевой «Неизвестный солдат» (гор.-евр. «МэгIлуьмсуьзе солдат»). Хор телевидения и радио Дагестана часто исполнял это произведение в эфире с солистом Мигиром Рабаевым.
На протяжении своей карьеры Юно Авшалумов сочинил множество других песен, оставив неизгладимое впечатление на дагестанскую музыку. 
В 1981 году, Юно Авшалумову было присвоено почетное звания «Заслуженный работник культуры РСФСР».
2 декабря 1981 года, в возрасте 47 лет, после продолжительной болезни скончался Юно Авшалумов. Похоронен в городе Махачкале.

## Семья
В 1959 году Юно Авшалумов женился на жительнице Дербента Ханне Лазаревной Лэшкэриевой, у них родилось трое детей: Галина, Захар и Светлана.
После смерти Юно Авшалумова его жена Ханна Лазаревна вместе с двумя детьми Галиной и Захаром эмигрировали в Израиль.
Рина Авшалумова, внучка Юно Авшалумова и дочь Светланы, — российская эстрадная певица.

## Награды
- 1967, Заслуженный работник культуры Дагестанской АССР[2][3]
- 1981, Заслуженный работник культуры РСФСР[4]